# 映画大好きポンポさん
『映画大好きポンポさん』（えいがだいすきポンポさん）は、【人間プラモ】こと杉谷庄吾による日本の漫画作品。2017年4月にイラスト投稿サイト「pixiv」に投稿された。映画プロデューサーのポンポを軸とし、新人映画監督のジーンや新人女優のナタリーの成長を描いている。第1作以後も「NYALLYWOOD STUDIOS SERIES」と題して続編やスピンオフ作品が制作されている。
「マンガ大賞2018」で10位、「このマンガがすごい! 2018 オトコ編」で17位。pixivでは65万ビューを突破している（2020年2月28日発表時点）。

## 作品一覧
1. 映画大好きポンポさん (2017年8月26日発売[1]、ISBN 978-4-04-069453-5) - pixiv掲載。
2. 映画大好きポンポさん2 (2018年9月27日発売[5]、ISBN 978-4-04-065150-7) - 単行本描き下ろし。『ポンポさん』の続編。
3. 映画大好きフランちゃん (2019年8月26日発売[6]、ISBN 978-4-04-065151-4) - ジーンピクシブ連載。『ポンポさん2』に登場するフランチェスカを主人公としており、作品後半で『2』のストーリーとつながる。
4. 映画大好きカーナちゃん (2020年9月27日発売[7]、ISBN 978-4-04-064635-0) - 単行本描き下ろし。『フランちゃん』に登場するカーナを主人公としている。
5. 映画大好きポンポさん the Omnibus (2021年4月26日発売[8]、ISBN 978-4-04-064637-4) - ジーンピクシブ連載。ポンポと周囲の人々について描かれる短編集。「だらだらダイナー編」「ニャリウッドミドルスクール編」「じいちゃんの思い出編」の3編。
6. 映画大好きポンポさん3 (2021年5月27日発売[9]、ISBN 978-4-04-064636-7) - 単行本描き下ろし。『ポンポさん』の続編（タイトルに「3」が付くが、原作者の杉谷は刊行順に読むのが良いとしている[10]）。
7. ニャリウッド！ 1 映画大好きマズルカちゃん (2023年2月27日発売[11]、ISBN 978-4-04-681572-9) - ジーンピクシブ連載。
8. ニャリウッド！ 2 映画大好きアランくん (2024年1月26日発売[12]、ISBN 978-4-04-683273-3)

## 制作背景
本作は2015年5月に、5分の深夜アニメ用に制作されたが頓挫した企画が元になっている。ポンポというキャラクターを捨てるのは勿体ないと判断した杉谷は、アニメが無理なら漫画にすればいいと考え本作を制作した。
第1作投稿後、多数の出版社から書籍化の話が入り、同時に続編執筆も求められたが、杉谷は『ポンポさん』は1作で綺麗に完結していること、描きたいネタがないこと、別件の締め切りに追われていることを理由に断っていた。だがその後2018年1月、ある打ち合わせで『ポンポさん』の続編『ポンポさん2』の打診を受けて簡単に了承した。杉谷は当時続編を打診した編集者に謝罪し、「何事もタイミングが大事」と述べている。
『映画大好きフランちゃん』は、1話10頁ほどの短編の執筆を依頼され、喫茶店で女の子たちが映画談義する内容になる予定だったが、同時に『2』を執筆していたことから、2作に繋がりを持たせれば世界を広げられるとの考えから制作された。前半が1話完結制になっているのは初期構想の名残。

## あらすじ
映画大好きポンポさん
映画の都「ニャリウッド」にある「ペーターゼンフィルム」で映画をプロデュースしているポンポネット、通称ポンポは、映画のオーディションを受けにきたナタリーを「地味」という理由で落とすが、何か惹かれるものがあったため、若手女優ミスティアの付き人としてナタリーを起用する。
また、ポンポの元でアシスタントとして働くジーンは、ある日ポンポから自身の映画「MARINE」の予告編制作を依頼される。ポンポは予告編映像の出来や、自身が執筆した新作映画「MEISTER」の脚本に対する反応からジーンのセンスを見出し、「MEISTER」の監督をジーンに任せ、ヒロイン役にナタリーを抜擢する。
当初は不安に思っていたジーンとナタリーだったが、周囲からのアドバイスで自信をつけ映画制作に臨む。完成した「MEISTER」、ジーン、ナタリー、ポンポは映画界の最高峰であるニャカデミー賞を受賞する。
映画大好きポンポさん2
「MEISTER」でニャカデミー賞を受賞したジーンは、昨年ヒットしたアクション映画の続編「マックスストーム2」の監督に抜擢される。「MEISTER」との制作現場の違いを意識させられつつもジーンは映画を完成させるが、大衆向けとなる「普通の映画」を撮ってしまった自分に憤り、ジーンならではのセンスと様々な技法を駆使し玄人志向に振り切った「尖りまくった」フィルムを完成品として提出し、「普通」の「マックスストーム2」のデータを消滅させる。
「マックスストーム2」はポンポと映画監督のコルベットにより「普通」の続編として再編集され無事完成に漕ぎつけるも、ジーンは多くの人に迷惑をかけたため「クビ」という体裁で一時ポンポの祖父ペーターゼンの元へ追放される。ペーターゼンの家にある様々な映画の脚本を読んだジーンは自分自身で映画を制作することを決意し、ペーターゼンフィルムを辞めて脚本制作に取り組む。脚本を完成させたジーンはナタリーとミスティアを起用して映画「LOVE・Begets・LOVE」の制作を開始するが、凝りすぎて予算がなくなったため、ポンポに助力を請う。ポンポは協力する条件として、自身の新作映画「Lunch Waggon」との対決を持ちかける。
2人の映画が完成し、ジーンはポンポの映画を称え、ポンポはジーンの映画を鑑賞したことで、制作者としての視点しか持っていなかった自分にも純粋に映画が好きな気持ちがあったことに気づく。
映画大好きフランちゃん
映画スターを夢見るフランチェスカ、通称フランは、ダイナー「エッグノッグ」で働きつつオーディションを受けていたが、毎回落ちていた。フランはポンポを始めとするダイナーの客と交流し、アドバイスを受けるもオーディションには受からない日々が続いた後、後輩のカーナに先にデビューされる。気落ちするフランに対し、ポンポはフランが具体的にどのような映画スターになりたいかビジョンを持っていないことに気づかせ、次のオーディションでは審査員になったつもりで他人の演技を観察することを命令する。フランは言われた通りオーディション参加者を観察していると、参加者たちがしている失敗はかつて自分がした失敗と同じものであることに気づく。
フランは改めて自分がどのような映画スターになりたいのか見つめ直し、その旨をポンポに述べる。ポンポはフランの答えがあまりにも素敵なものだったため、フランを新作映画「Lunch Waggon」の主演に抜擢する。「Lunch Waggon」はヒットし、フランの元には多くの出演依頼が届けられたが、どれも「Lunch Waggon」でのような役ばかりだった。このためフランは全ての依頼を断り、自身が主演する映画の企画書を執筆していた。企画書を読んだポンポは、フラン主演映画の第2作制作を宣言する。
映画大好きカーナちゃん
アカデミーの先輩であるフランが主役の「Lunch Waggon」がヒットした後、カーナはフランに置いて行かれたと感じ、心がすさんでいた。そんなある日、科学考証家のデュラント・クライスラーと出会う。デュラントの持ち物から脚本家と勘違いしたカーナは、しかし脚本家としてSF映画を撮りたいというデュラントの熱意に触れ、ならばとポンポを紹介する代わりに映画化の際には自分をヒロインにするよう迫る。デュラントの脚本を読んだポンポさんは「硬くて難しくて解りにくい」と一刀両断するが、カーナに手伝ってもらって書き直してこいとチャンスを与える。
ガチガチのSFオタクであるデュラントの脚本はいちいち科学的根拠を並べた説明書きが付き、物語の前に設定が難解でとっつきにくいものだった。そこをカーナが指摘し、もっと単純に見せるように指示する。それではスペースオペラになってしまうと乗り気ではないデュラントに対し、ならば自分をスターにするための脚本にしろと言い放つ。そこでようやく意地の張りどころが間違っていたと気付く。同時に宇宙戦闘機の形なども言葉ではなくイラストを添えるなど、とにかく解りやすいものへと変えていった。この変更がポンポさんに認められ、「直すところは山程あるがギリギリの線を越えてきた」と評価され、映画化が決定した。そして、特殊撮影の協力を「マックスストーム2」などのプロデューサーのウェズに求め、「最高級の映画しか撮りたくない」というウェズは予算をポンポさんと同額出す代わりに、主演と監督として人気俳優のレオンの採用を求める。
脚本の修正にコルベットとレオンも加わり、無事に脚本にOKが出て製作準備が始まるが、今度はヒロイン役であるカーナの演技がネックとなる。だが、それを反骨精神から「役者マシン」になりきることで克服してしまう。そうして周囲の大人を騙しつつ映画撮影が進むうちに、その「偽りの演技」が自身の演技へと昇華されてゆく。そうして完成した映画は、プレス向けの試写会で高評価を得る。
その裏で、ペーターゼンとジーン監督が闇の胎動を始める。

## 登場人物
声の項は劇場アニメ版の声優。
各登場人物は登場時、好きな映画BEST3（作中作ではなく実在の映画タイトル）が併記され、人物像と挙げている映画を絡めた解説コラムコーナーが設けられている。

### ペーターゼンフィルム
ジョエル・ダヴィドヴィッチ・ポンポネット
声 - 小原好美
通称は「ポンポ（さん）」。シリーズの軸となっている映画プロデューサー。普通ならミドルスクールに通う年齢。敏腕だが、普段はB級映画ばかり撮っている。プロデューサーとしてのポリシーと幼少期の体験から、上映時間が2時間を超える長い映画を嫌っている。誕生日は4月4日。「MEISTER」では脚本も担当。
好きな映画 - 『セッション』『デス・プルーフ in グラインドハウス』『フランケンウィニー (2012)』
ジーン・フィニ
声 - 清水尋也
『ポンポさん』『ポンポさん2』『ポンポさん3』の主人公。ポンポのアシスタント。映画監督を目指しペーターゼンフィルムに入社した。採用理由はポンポさん曰く「目の輝きがないから」。鬱屈した青春時代を送っており、映画だけが心の支えだった。ポンポの映画「MEISTER」で監督に抜擢され、ニャカデミー賞を独占。『ポンポさん2』にてペーターゼンフィルムから独立。
好きな映画 - 『スティング』『ファイト・クラブ』『タクシードライバー』
ジョエル・ダヴィドヴィッチ・ペーターゼン
声 - 小形満
元映画プロデューサー。ポンポの祖父。多数のヒット作を手掛け、ポンポにコネクションを引き継がせて引退した。なぜかジーンの名前を覚えず、必ず間違う。東ベルリン出身。若い頃、家族と共にローマに移住してイタリアの映画都市チニャチッタで働いており、雑用係としてベン・ハーの撮影現場にも携わった。ペーターゼンを立ち上げる前はニャリウッドにある映画学校の俳優コース講師をしており、マーティンからは現在も先生と呼ばれている。
好きな映画 - 『ペーパー・ムーン』『第七の封印』『狩人の夜』

### 俳優
ナタリー・ウッドワード
声 - 大谷凜香
俳優志望。コーンベルトの田舎出身。オーディションに落ち続け、生活のため週7でバイトしていたが、ポンポさんの映画「MEISTER」のヒロイン役に抜擢、ポンポさんの斡旋でミスティアの住み込みの付き人になった。「MEISTER」でニャカデミー新人女優賞受賞。『ポンポさん2』では「LOVE・Begets・LOVE」に出演。『the Omnibus』ではしばらくエッグノッグで働く。
好きな映画 - 『プロヴァンス物語 マルセルのお城』『秘密の花園』『バベットの晩餐会』
ミスティア
声 - 加隈亜衣
若手俳優。夢は自分の出演する映画をプロデュースすること。ミスティアが25歳になったらペーターゼンフィルムから事務所ののれん分けしてもらう約束をポンポさんと交わしている。『ポンポさん2』ではジーン監督の映画「LOVE・Begets・LOVE」の製作費工面に奔走し主演兼プロデューサー補。『ポンポさん3』にて自身が立ち上げ中の映画制作会社ミスティアゴロニャンピクチャーズで、ポンポさんプロデュースの映画「フルールドリスの文学サロン」を制作。『アランくん』にて自身がプロデュースするミスティアゴロニャンピクチャーズの正式な映画第1弾としてミュージカル「Follow・My・Heart」を映画化。
映画版では別人として「MEISTER」に出演。
好きな映画 - 『カミーユ・クローデル』『アデルの恋の物語』『ブロンテ姉妹』
マーティン・ブラドック
声 - 大塚明夫
伝説的俳優。10年ほど実質的な引退状態だったが、難病の妻ヘディの快復を機にペーターゼンに請われて映画「MEISTER」の主演を引き受け、俳優業に復帰した。
好きな映画 - 『欲望という名の電車』『ゴッドファーザー』『地獄の黙示録』
レオン・ポールウェイド
人気のタフガイ俳優。39歳。『ポンポさん2』の映画「マックスストーム2」の主演。俳優兼映画監督を志している。『カーナちゃん』ではSF映画「プロスロギオン」で主演と共に初監督を務めた。
好きな映画 - 『ハート・ロッカー』『アルゴ』『モーターサイクル・ダイアリーズ』
クリスティア・ロックウェル
『ポンポさん2』の映画「マックスストーム2」のヒロイン。『マズルカちゃん』では映画「Sterling」に出演。
好きな映画 - 『ドリーム・ガールズ』『シカゴ』『アーティスト』
ユーゲン・マイルスジャック
ペーターゼンフィルムの近くにあるダイナー「エッグノッグ」の雇われ店長(マスター)。俳優でもあるが売れていないため、店長を兼任している。若い頃、コルベットのアドバイスのおかげである程度役を取れるようになった。『ポンポさん3』で大作映画「Clip」を主演。以降、売れっ子になったため『アランくん』ではエッグノッグは休業が増えている。
好きな映画 - 『ベルリン・天使の詩』『ノスタルジア』『フィッシャー・キング』
フランチェスカ・マッツェンティーニ
声 - 野水伊織
通称は「フラン」。第3弾『フランちゃん』の主人公。俳優志望。エッグノッグでアルバイトとして働いている。『ポンポさん2』および『フランちゃん』でポンポの映画「ランチ・ワゴン」で主演を務めて映画スターになった。その後、様々なオファーを断って自身で企画を立てている。多忙になったためエッグノッグで働くことは少なくなった。『ポンポさん3』でもフランの企画の1つ「フルールドリスの文学サロン」を元に映画制作がなされた。
好きな映画 - 『プリティ・プリンセス』『奇跡のシンフォニー』『チャーリーとチョコレート工場』
カーナ・スワンソン
俳優志望。演技教室のフランの後輩。特技はイラスト。第4弾『カーナちゃん』の主人公。
好きな映画は、ベスト3を答えずにその時々で最近観た3作を挙げている設定のため一貫していない。

### 映画関係者
コルベット
声 - 坂巻学
映画監督。ポンポの右腕。ポンポ好みのB級映画を撮ることに長けている。
好きな映画は、毎回異なる日本の劇場版アニメを挙げている。
ウェズ・G・マクティアナン
映画プロデューサー。「マックスストーム2」のプロデューサー。数十年前、ペーターゼンフィルムで進行助手や経理を担当していた。
好きな映画 - 『華麗なるギャッツビー(1974)』『シンシナティ・キッド』『コンドル』
キャロル・ロンシュタット
エッグノッグに入り浸っている常連客。映画音楽を手掛けているコンポーザー。レベッカの姉。
好きな映画 - 『ベルベット・ゴールドマイン』『インサイド・ルーウィン・デイヴィス 名もなき男の歌』『ロード・オブ・ドッグタウン』
マーリン・ユーチノフ
エッグノッグに入り浸っている常連客。脚本家。フィルムスクールで脚本の講師もやっている。寒がりかつ猫舌。
好きな映画 - 『シラノ・ド・ベルジュラック』『ジェルミナル』『フォート・サガン』
ヘディ・キースラー
黒人女性。数十年前、ペーターゼンフィルムでスクリプターをしており、マーティン主演の「エージェント・ゴールド」シリーズでは監督を担当。35年前、マーティンと結婚。10年前、難病を発症。
好きな映画 - 『アパートの鍵貸します』『ティファニーで朝食を』『七年目の浮気』
ウィリアム・ハウラー
イタリアの映画都市チニャチッタを代表する超大物映画監督。英語は話せない。通訳兼助手として若き頃のペーターゼンを伴って活動の場をアメリカのニャリウッドに移した。
好きな映画 - 『死刑台のエレベーター』『羅生門』『ライムライト』
ロッシオ・バルダッサーレ
数十年前、 マーティンを大スターに押し上げた天才映画監督。マーティンの映画を3本撮った後、写真作家に転身した。
好きな映画 - 『鉄道員』『山猫』『ベニスに死す』
デュラント・クライスラー
科学考証家。SFマニア。『カーナちゃん』にてSF映画「プロスロギオン」を企画、初脚本。『マルズカちゃん』ではマーリンの脚本の講義を受講している。
好きな映画 - 『ソイレント・グリーン』、『華氏451(1966)』『サイレント・ランニング』を表向き挙げているが、本当のベストは『ブレードランナー』
ダッジ・ボイル
プロップアーティスト。
好きな映画 - 『マッドマックス(1)』『バニシングin60″』『ザ・ドライバー』
コレット
スタイリスト。

### ニャリウッドミドルスクール
マズルカ・クシジャノフスカ
『the Omnibus』でロザリンドの応募用PVを撮影。『ポンポさん3』で天才カメラマンの才覚がポンポさんの目に留まり、映画「フルールドリスの文学サロン」でニャカデミー賞カメラマンになった。カメラマン兼映画監督を目指し、ジーンを師匠と仰ぐ。第7弾『マズルカちゃん』ではビビ主演の映画「Sterling」を企画し、カメラマンだけでなく脚本も担当。
好きな映画 - 『ストレンジャー・ザン・パラダイス』『恋愛睡眠のすすめ』『ロスト・イン・トランスレーション』
ロザリンド・ソールズベリー
女優志望。
好きな映画 - 『カールじいさんの空飛ぶ家』『インサイド・ヘッド』『レミーのおいしいレストラン』
リーセル・パーカー
ロザリンドの付き添いで一緒に演劇スクールに通い始める。
好きな映画 - 『ルディ/涙のウイニング・ラン』『ミルカ』『フリーソロ』
レベッカ・ロンシュタット
キャロルの妹。姉から作曲を教わり始める。
好きな映画 - 『キック・アス』『キングスマン』『ガーディアンズ・オブ・ギャラクシー』

### その他
ビビアン・クロンターラ
ミュージシャン志望。愛称はビビ。『マズルカちゃん』でマズルカに才能を見出されて、歌手映画「Sterling」の主演のためにトレーニングしながら、フラン、ナタリーに続く三代目店員としてエッグノッグに住み込みで働く。
好きな映画 - 『ボヘミアン・ラプソディ』『ヘヴィ・トリップ』『ドアーズ』
アラン・ガードナー
声 - 木島隆一
映画オリジナルキャラクター。大手銀行「ニャリウッド銀行」に勤務するエリート銀行員。ハイスクール時代はジーンとは同級生で、商談に向かった先で、同じ地に映画撮影に来ていたジーンと再会する。仕事に行き詰まりを感じ退職を考える中、ジーンの映画制作が危機に陥ったことを知り行動を起こすことになる。
漫画版では映画「MEISTER」とは関わっておらず、第8弾『ニャリウッド！ 2 映画大好きアランくん』にてミスティアゴロニャンピクチャーズの映画「Follow・My・Heart」の製作費融資を担当。
好きな映画 - 『ソーシャル・ネットワーク』『スティーブ・ジョブズ (2013)』『ファウンダー ハンバーガー帝国のヒミツ』
ブレッド・フォード
レオンの海兵隊での友人。映画マニア。重傷を負って海兵隊を除隊することになったレオンと互いの夢を交換し、レオンが映画監督を目指すきっかけになった。
好きな映画 - 『ミスター・ノーボディ』『さらば冬のかもめ』『スラップ・ショット』
マーサ
ペーターゼンの妻。
マズルカのママ
投資会社の社長。娘に経営学修士をとらせて自分の会社に就職という進路を考えている。

## 劇場アニメ
単行本第1巻の帯でアニメ化が発表され、『映画大好きフランちゃん』の帯で劇場アニメ映画となることが発表された。当初は2020年公開を予定していたが、その後2021年3月19日公開予定となった。その後、新型コロナウイルス感染拡大の影響を理由に2021年6月4日に再度延期され、同日に公開された。

### スタッフ
- 原作 - 杉谷庄吾【人間プラモ】（プロダクション・グッドブック）『映画大好きポンポさん』（MFCジーン ピクシブシリーズ / KADOKAWA刊）[16]
- 監督・脚本・音響監督 - 平尾隆之[16]
- キャラクターデザイン - 足立慎吾[16]
- サブキャラクターデザイン - 友岡新平、清水慶太、朝来昭子、矢吹智美、山下祐
- 衣装デザイン - 久保薗美鈴
- プロップデザイン - 矢吹智美、加藤優、黒田明日香
- 演出 - 居村健治[16]
- 助手 - 三宅寛治[16]
- 作画監督 - 加藤やすひさ、友岡新平、大杉尚広[16]、矢吹智美、永田大樹、寺尾憲治、清水慶太
- 美術監督 - 宮本美羽[16]、二嶋隆文
- 色彩設計 - 千葉絵美[16]
- 撮影監督 - 星名工、魚山真志[16]
- CG監督 - 髙橋将人[16]
- 編集 - 今井剛[16]
- 音楽 - 松隈ケンタ[16]
- プロデューサー - 新井孝介、森井巧、兼岩元子、岩瀬智彦、向井地基起、長谷川嘉範
- 制作プロデューサー - 松尾亮一郎[16]
- 配給 - 角川ANIMATION[16]
- アニメーション制作 - CLAP[16]
- 製作 - 映画大好きポンポさん製作委員会（KADOKAWA、ハピネットファントム・スタジオ、エイベックス・ピクチャーズ、松竹、スタジオマウス、ムービック、ムービーウォーカー）

### テーマ曲
オープニングテーマ「Dance On Fire」
作詞 - 藤林聖子、作曲 - 松隈ケンタ、編曲 - SCRAMBLES、歌 - 新妻聖子
主題歌「窓を開けて」
作詞・作曲・編曲 - カンザキイオリ、歌 - CIEL
挿入歌「反逆者の僕ら」
作詞・作曲・編曲 - カンザキイオリ、歌 - EMA（from DUSTCELL）
挿入歌「例えば」
作詞・作曲・編曲 - カンザキイオリ、歌 - 花譜

### テレビ放送
| 回数 | 放送日時                           | 放送局        | 備考         |
| ---- | ---------------------------------- | ------------- | ------------ |
| 1    | 2022年05月13日 21時00分 - 22時45分 | WOWOWシネマ   | テレビ初放送 |
| 2    | 2022年05月16日 18時00分 - 19時45分 | WOWOWプライム | [ 22 ]       |
| 3    | 2023年01月01日 20時00分 - 21時45分 | BS11          | 無料BS初放送 |
| 4    | 2023年02月04日 15時00分 - 16時35分 | NHK Eテレ     | 地上波初放送 |
| 5    | 2024年01月20日 15時25分 - 17時00分 | NHK Eテレ     |              |

### ポンポさんプロデュース上映
作中人物が「好きな映画」として挙げている作品の中から1週ずつ上映する企画。
- 第1弾(2021年7月) 『セッション』、『タクシードライバー』[25]
- 第2弾(2022年11月) 35mmフィルム版『映画大好きポンポさん』、『シェフ 三ツ星フードトラック始めました』、『プロヴァンス物語 マルセルの夏／プロヴァンス物語 マルセルのお城』[26]
- 第3弾(2024年2月) 35mmフィルム版『映画大好きポンポさん』、『ソーシャル・ネットワーク』、『ファウンダー ハンバーガー帝国のヒミツ』[27]